# Jogo da Vida (telenovela)
Jogo da Vida é uma telenovela brasileira produzida e exibida pela TV Globo de 26 de outubro de 1981 a 8 de maio de 1982, em 167 capítulos. Substituiu O Amor É Nosso e foi substituída por Elas por Elas, sendo a 28ª "novela das sete" exibida pela emissora.
Escrita por Sílvio de Abreu, com argumento de Janete Clair e colaboração de Carlos Lombardi, foi dirigida por Roberto Talma, Guel Arraes e Jorge Fernando.
Contou com as participações de Glória Menezes, Gianfrancesco Guarnieri, Raul Cortez, Rosamaria Murtinho, Paulo Goulart, Maitê Proença, Carlos Augusto Strazzer e Mário Gomes.

## Enredo
Jordana é uma mulher alegre e extrovertida. Dona de um excelente caráter, ajudou o marido Silas Ramos Cruz a enriquecer com uma rede de restaurantes, mas tem um complexo de inferioridade em relação ao luxo que a norteia. Apesar de tudo, Silas, simpático mas elitista, a abandona depois de vinte anos de casamento para viver com uma moça bem mais jovem: a bela, mimada e oportunista Carla Barros. Enquanto ele mergulha na infelicidade com um casamento por interesse, Jordana ascende na vida com a herança de Dona Mena, velhinha excêntrica, cheia de controvérsias que sente uma mágoa profunda por ter sido abandonada pela família depois da morte do seu marido, um conde alemão. Dona Mena confia a Jordana a missão de reconstruir um pensionato, a qual era proprietária antes de se casar, e lhe deixa, antes de morrer, um milhão de dólares guardados em quatro cupidos de bronze. Para conseguir a quantia, Jordana terá de vencer vários obstáculos, pois os cupidos desaparecem e passam pelas mãos de várias personagens sem que elas saibam de seu conteúdo.
Para encontrá-los, Jordana conta com a ajuda de Seu Vieira, padeiro português que, sonhador e amigo de todas horas, é secretamente apaixonado por ela. Seu Vieira protege com toda a força Jero, seu filho adotivo, rapaz charmoso que vira o galã das meninas do pensionato de Jordana. Mesmo assim, o jovem só tem olhos para a brincalhona Lívia, filha de Silas e Jordana que o disputa com Flávia, a Jacaroa do Pantanal, aluna do pensionato que quer aprender boas maneiras, se casar e melhorar de vida na cidade grande. Trabalham com Seu Vieira o administrador português Nuno, seu sócio e velho amigo com a esposa, a insegura Ilze; e a simplória Joana com seu filho Roberval, melhor amigo de Jero.
Os maiores interessados na quantia guardada nos cupidos são os ardilosos primos Carlito Madureira e Loreta Pires de Camargo, sobrinhos de Dona Mena que nunca se interessaram pela tia. Carlito é um tipo sedutor e ex-marido de Beatriz, mulher introspectiva e amarga por ter sido abandonada por ele, com quem teve a espevitada Ingrid que está em constante conflito com a mãe. Carlito tenta seduzir Jordana mas acaba se apaixonando por ela. Loreta, por sua vez, é uma mulher esnobe, sofisticada e bem relacionada que vive um casamento em crise com Álvaro, aristocrata humilde que, com sarcasmo, tira-lhe do sério. Loreta e Álvaro são os pais do tímido Duda, que tem sonhos eróticos com a eficiente professora de inglês Dóris Gumm, onde costuma vê-la de forma provocante e nas situações mais absurdas. Dóris também ensina no pensionato de Jordana e é muito amiga de Guida Rivera, uma ex-vedete saudosista que se sente frustrada por lhe restar agora pequenos shows na casa noturna Single's Bar. Quase casou-se com Álvaro, mas a família dele impediu que a ligação fosse adiante, o que os ressente muito. Hoje os dois são grandes amigos.
A corrida pelos cupidos se entrelaça com outras tramas como a de Oswaldo Ramos Cruz, irmão de Silas e seu sócio na rede de restaurantes. Tolerante e menos ambicioso que o irmão, tem um casamento estável com Rosana, assistente social determinada e atuante no movimento feminista com quem teve o esperto Valdinho. Oswaldo e Rosana apoiam Jordana depois da separação. O casamento, tido como perfeito, sofre abalos provocados pelas armações de Mariúcha, moça vinda do interior de São Paulo que trabalha como empregada da casa e, apaixonada por Oswaldo, parece uma santa à primeira vista, sempre disposta a ajudar e elogiar os outros mas, no íntimo, é má, vil e inescrupulosa.
Há também o triângulo amoroso formado por Lafaiette Madureira, o Badaró, irmão de Loreta, - que se envergonha dele -, um pequeno vigarista muito procurado, a sua noiva Clarita Catita, sentimental e chorosa ao extremo que tem verdadeira obsessão por casamento e o Dr. Etevaldo de Alencastro, banqueiro bonachão e hipocondríaco que vive sob os cuidados do leal e confidente enfermeiro italianizado Zelito Bonaiutti. Clarita está noiva há doze anos de Badaró e o casamento não se consuma de jeito nenhum por ele estar sempre fugindo da polícia. Telefonista, Clarita conhece Etevaldo mas não tem a menor intenção de ter um relacionamento amoroso com ele, mais velho que ela. Mais tarde, cede aos seus apelos, por este acreditar ter poucos dias de vida. A volta de Badaró será um tormento para ela e, a partir daí, estará envolvida em mil confusões, já que terá que conviver com os dois na mesma casa.
No núcleo do Largo do Arouche, além do pensionato construído por Jordana, da padaria de Seu Vieira e da casa noturna onde trabalha Guida Rivera existe também o cortiço de Aurélia Creonte, mulher exagerada e astuta que não perdoa um dia de atraso no pagamento dos seus inquilinos e, por isso, vive discutindo com eles, sobretudo com Dona Mena. Apesar de durona, Aurélia se compadece de Marcelinho, menino de rua a quem resolve adotar. Entre os moradores do cortiço estão Celinho e Cacilda, os pais de Carla: ele é um funcionário público íntegro e sereno e que se distrai copiando música e fazendo arranjos já que fora maestro antes de casar; já ela é uma dona de casa despachada, ambiciosa e briguenta que usa a chantagem emocional para conseguir o que quer. Ambos querem um casamento promissor para a filha e, por isso, não mede esforços para mimá-la. No início da trama, o casal acolhe Adriano Salles, sobrinho de Celinho e advogado vindo do interior para completar os estudos. Vira o procurador de Silas e se apaixona pela prima Carla que não nota seu amor sincero. e, por isso, se envolve com Beatriz, sua antiga namorada.
Outros moradores do cortiço são: Arnaldinho Romão, professor de etiqueta do pensionato que, à noite, assume a identidade de um gângster da pior espécie e grande admirador de Guida; a atrapalhada Odete, viúva, professora de moda do pensionato e fiel escudeira de Jordana que cria com afinco os filhos Clóvis, jovem estudioso e apaixonado por Vivian, aluna do pensionato, e a inquieta Leninha; e seu Navarro, pai de Flávia e da doce e retraída Eliana, um fazendeiro mato-grossense antiquado que se envolve com Odete. Em dado momento da trama, Navarro hospeda em sua casa Zeca, jovem fazendeiro e namorado de Flávia que veio atrás dela tentar uma reconciliação. Tolo, não percebe a paixão de Eliana por ele.
Do meio para o fim da novela, todas as tramas se encontravam porque quase todo o elenco passou a perseguir a fortuna contida nos cupidos de bronze - o que dava margem para situações hilárias. No final, Jordana finalmente toma posse da sua herança e reestrutura a sua vida ao lado do grande amor Vieira.

## Elenco

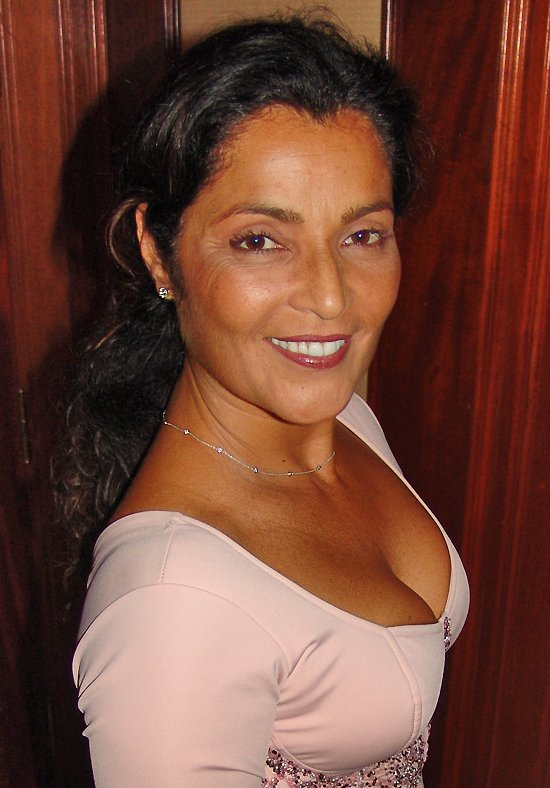
Angelina Muniz interpretou Fernanda Nolasco

| Interprete              | Personagem                                |
| ----------------------- | ----------------------------------------- |
| Glória Menezes          | Jordana                                   |
| Gianfrancesco Guarnieri | Manoel Vieira de Souza (Seu Vieira)       |
| Raul Cortez             | Carlito Madureira                         |
| Rosamaria Murtinho      | Loreta Madureira Pires de Camargo         |
| Paulo Goulart           | Silas Ramos Cruz                          |
| Maitê Proença           | Carla Barros                              |
| Carlos Augusto Strazzer | Adriano Barros Salles                     |
| Mário Gomes             | Jerônimo Vieira de Souza (Jero)           |
| Débora Bloch            | Lívia Ramos Cruz                          |
| Débora Duarte           | Beatriz                                   |
| Angelina Muniz          | Fernanda Nolasco (A Jacaroa do Pantanal)  |
| Carlos Vereza           | Lafaiette Madureira (Badaró)              |
| Gracindo Júnior         | Oswaldo Ramos Cruz                        |
| Lúcia Alves             | Clarita Medeiros (Clarita Catita)         |
| Cláudio Corrêa e Castro | Dr. Etevaldo de Alencastro                |
| Norma Geraldy           | Filomena Madureira (Dona Mena)            |
| Maria Zilda             | Rosana Ramos Cruz                         |
| Elizângela              | Mariúcha                                  |
| Mauro Mendonça          | Álvaro Pires de Camargo                   |
| Íris Bruzzi             | Guida Rivera                              |
| Ary Fontoura            | Célio Barros (Celinho)                    |
| Suely Franco            | Cacilda Barros                            |
| Renata Fronzi           | Aurélia Creonte                           |
| Ricardo Petraglia       | Arnaldinho Romão (Arnaldo Romão)          |
| Kate Lyra               | Dóris Gumm                                |
| Ernesto Piccolo         | Eduardo Madureira Pires de Camargo (Duda) |
| Roberto Azevêdo         | Zelito Bonaiutti                          |
| Sônia Mamede            | Odete                                     |
| Dary Reis               | Abraão Navarro (Seu Navarro)              |
| Chica Xavier            | Joana                                     |
| José Maria Monteiro     | Seu Nuno                                  |
| Leina Krespi            | Dona Ilze                                 |
| Cosme dos Santos        | Roberval                                  |
| Cássia Foureaux         | Ingrid Madureira                          |
| Cissa Guimarães         | Eliana Navarro                            |
| Ney Santanna            | José Carlos (Zeca)                        |
| Fábio Mássimo           | Clóvis                                    |
| Bia Seidl               | Vivian                                    |
| Desireé Vignolli        | Milena (Leninha)                          |
| Chris Couto             | Maya                                      |
| Cássia Stancatti        | Ana                                       |
| Ticiana Studart         | Lúcia (Lu)                                |
| Oberdan Júnior          | Marcelinho                                |
| Égon Aszmann            | Oswaldo Ramos Cruz Júnior (Waldinho)      |

### Participações especiais
| Interprete           | Personagem                                                  |
| -------------------- | ----------------------------------------------------------- |
| Adelaide Conceição   | Dona Zuleica, moradora do cortiço de Aurélia Creonte        |
| Antônio Carlos Pires | Tomás, pai verdadeiro de Jero                               |
| Apolo Corrêa         | Seu Tony, morador do cortiço de Aurélia Creonte             |
| Arlete Salles        | Isaura, amiga de Seu Vieira                                 |
| Arthur Costa Filho   | Juiz Ulisses Mendes, juiz no divórcio entre Jordana e Silas |
| Cláudio Gaya         | Dançarino da boate Single's Bar                             |
| Cláudio Tovar        | Coreógrafo da boate Single's Bar                            |
| Clementino Kelé      | Reinaldo, ex-marido de Joana, pai de Roberval               |
| Ilva Niño            | Mãe de Mariúcha                                             |
| Jorge Fernando       | Armando Borelli, empresário que fecha negócios com Silas    |
| José Michel          | Motorista do Dr. Etevaldo de Alencastro                     |
| Manoel Eliziário     | Maître da boate Single's Bar                                |
| Mônica Schmidt       | Dançarina da boate Single's Bar                             |
| Olivia Newton-John   | Ela mesma                                                   |
| Rosita Thomaz Lopes  | Helena, mãe verdadeira de Jero                              |
| Solange Pereira      | Empregada doméstica do Dr. Etevaldo de Alencastro           |
| Wolf Maya            | Orlando Borelli, empresário que fecha negócios com Silas    |
| Vera Brito           | Secretária de Silas                                         |

## Produção
Comédia inspirada num argumento de Janete Clair chamado As Quatro Marquesas, contou com gravações externas nas principais avenidas e bairros do Ibirapuera, Bela Vista, Morumbi e Largo do Arouche, na cidade de São Paulo. Mostrava o desaparecimento de uma fortuna escondida em quatro cúpidos de bronze.

## Exibição
Foi exibida no Vale a Pena Ver de Novo entre 8 de julho de 1985 e 3 de janeiro de 1986, substituindo sua sucessora original, Elas por Elas, e sendo substituída por Feijão Maravilha, em 130 capítulos.

## Trilha sonora

### Nacional[2][3]
Capa: quatro pinos e uma bola
| N.º | Título                     | Música            | Personagem           | Duração |  |
| 1.  | "Onde a Dor Não Tem Razão" | Paulinho da Viola | Silas                |         |  |
| 2.  | "Vinho Antigo"             | Byafra            | Seu Vieira           |         |  |
| 3.  | "Eu Velejava em Você"      | Zizi Possi        | Jordana              |         |  |
| 4.  | "Daquilo Que eu Sei"       | Ivan Lins         | Adriano              |         |  |
| 5.  | "A Tarde"                  | Olívia Hime       | Loreta               |         |  |
| 6.  | "Lua de Cetim"             | Leila Pinheiro    | Clarita Catita       |         |  |
| 7.  | "Vida, Vida"               | Ney Matogrosso    | Abertura             |         |  |
| 8.  | "Gata Todo Dia"            | Marina Lima       | Carla                |         |  |
| 9.  | "Alto Astral"              | A Cor do Som      | Lívia, Jero e Flávia |         |  |
| 10. | "Coração Cigano"           | Wando             | Badaró               |         |  |
| 11. | "Clarear"                  | Roupa Nova        | Geral                |         |  |
| 12. | "Café na Cama"             | Júnior e Mariana  | Oswaldo e Rosana     |         |  |
| 13. | "Grande Amor"              | Denise Emmer      | Geral                |         |  |
| 14. | "A Mais Antiga Profissão"  | Sílvio César      | Mariúcha             |         |  |

### Internacional[2][3]
Capa: bola e pino
| N.º | Título                            | Música                  | Personagem         | Duração |  |
| 1.  | "I Believe In Love"               | Nikka Costa             | Rosana             |         |  |
| 2.  | "Sign Of Times"                   | Bob James               | Mariúcha           |         |  |
| 3.  | "Yesterday's Songs"               | Neil Diamond            | Jordana            |         |  |
| 4.  | "Give It To Me"                   | Rick James              | Jero               |         |  |
| 5.  | "Mistaken Identity"               | Kim Carnes              | Lívia e Jero       |         |  |
| 6.  | "Piano"                           | Bruno Carezza           | Adriano e Carla    |         |  |
| 7.  | "Gostava de Ser Quem Era"         | Amália Rodrigues        | Seu Vieira         |         |  |
| 8.  | "Dance The Night Away"            | Vogue                   | Locação: São Paulo |         |  |
| 9.  | "I Can't Go For That (No Can Do)" | Daryl Hall & John Oates | Beatriz            |         |  |
| 10. | "The Old Songs"                   | Barry Manilow           | Silas              |         |  |
| 11. | "Goodbye"                         | Patrick Hernandez       | Loreta             |         |  |
| 12. | "To My Heart"                     | Leo Robinson            | Geral              |         |  |
| 13. | "Magic In The Groove"             | Voyage                  | Locação: São Paulo |         |  |
| 14. | "Patricia"                        | Life Game Orchestra     | Carlito            |         |  |